# 山脇洋二
山脇 洋二（やまわき ようじ 1907年12月2日 - 1982年12月11日）は、日本の工芸家。金工作家。教育者。

## 経歴
1907年（明治40年）、大阪府大阪市北区に生まれる。1925年（大正14年）に東京美術学校金工科彫金部に入学。在学中には金工芸界への革新を標榜した北原千鹿が主宰する工人社の創立に参加した。1930年（昭和5年）、同校を卒業。
1931年（昭和6年）の帝展に「照明器」を出品して初入選。
1936年（昭和11年）の文展（この年から帝展の代わりに開催）に出品した「鎚金野牛置物」が選奨（文部大臣賞に次ぐ賞）を受賞。さらに1938年（昭和13年）第2回新文展に「銀竜文亀置物」で特選を受賞。
この間、帝室博物館に在籍して古美術品模造に従事、国宝に指定されている金工作品の研究複製を行う。さらに1939年（昭和14年）東京美術学校嘱託、1943年（昭和18年）に同校助教授、1956年（昭和31年）東京芸術大学教授となる。
1982年（昭和57年）12月11日、東京都大田区の自宅で死去。

## 主な作品
- 「金銅宝相華唐草文経箱模造」 - 延暦寺所蔵の原本を模造したもの。東京国立博物館収蔵。
- 「金銅迦陵頻伽文華鬘復元模造」 - 中尊寺金色院の原本を模造したもの。東京国立博物館収蔵。
- 「電蓄」（1935年） - 高松市美術館収蔵[4]。
- 「短冊箱」（1940年） - 京都国立近代美術館収蔵。
- 「蜥蜴文硯箱」（1947年） - 京都国立近代美術館収蔵[5]。
- 「金彩鳥置物」（1956年） - 東京国立近代美術館工芸館収蔵
- 「金彩神話八咫烏額面」（1969年） - 東京国立近代美術館工芸館収蔵[6]。
- 「デミングメダル」 - デミング賞受賞者に贈られるメダル[7]。
- 「踊る」（1978年） - 山梨県立美術館収蔵[8]。

## 受賞歴
- 1962年（昭和37年） - 日本芸術院賞受賞。
- 1979年（昭和54年） - 勲三等旭日中綬章を受章。